# Goliathopsis

Goliathopsis (лат.) — род жуков-бронзовок из семейства пластинчатоусых (Scarabaeidae), трибы Cremastocheilini. Представители рода распространены в Юго-Восточной Азии.

## Описание
Небольшие или средней величины жуки. Верх тела матовый, бархатистый. Окраска тела тёмная, чёрная либо смоляно-бурая, со светлыми пятнами и волосками. Снизу блестящие. Наличник сверху вдавленный, с закругленными передними углам. У самца голова с 2 выростами-рогами, которые направлены вверх, а на вершинах слегка загнуты назад. У самок на месте рогов находятся 2 маленьких, но очень отчетливых бугорка. Переднеспинка слабо поперечная, уже основания надкрылий. Надкрылья с развитыми плечевыми буграми, покрыты дуговидными точками Пигидий вдавленный на своей середине, на вершине выпуклый. Передние голени снаружи с 1—2 зубцами.

## Виды
- Goliathopsis camptotropus Yang, 1988
- Goliathopsis cervus Janson, 1881
- Goliathopsis despectus (Westwood, 1874)
- Goliathopsis duponti Antoine, 1991
- Goliathopsis esquiroli Pouillaude, 1913
- Goliathopsis ferreroi Antoine, 1991
- Goliathopsis gressitti Ruter, 1978
- Goliathopsis lameyi Fairmaire, 1893
- Goliathopsis maolanus Yang, 1988
- Golaithopsis polystrictus Yang, 1988
- Goliathopsis velutinus Pouillaude, 1913